# رزماری کلونی
رزماری کلونی (انگلیسی: Rosemary Clooney؛ زاده ۲۳ مهٔ ۱۹۲۸ – درگذشته ۲۹ ژوئن ۲۰۰۲) موسیقی‌دان اهل ایالات متحده آمریکا بود. وی بین سال‌های ۱۹۴۶ تا ۲۰۰۱ میلادی فعالیت می‌کرد.
او همسر خوزه فرر، مادر میگوئل فرر، خواهر نیک کلونی، عمه جرج کلونی و مادربزرگ تسا فرر بود.